# Mitsumasa Yonai
Mitsumasa Yonai (米内 光政, Yonai Mitsumasa), né le 2 mars 1880 et mort le 20 avril 1948, est un amiral de la Marine impériale japonaise et un homme d'État qui fut le 37e Premier ministre du Japon du 16 janvier au 22 juillet 1940. Il est connu pour sa tendance pro-britannique et pro-américaine, et son opposition à une alliance avec l'Allemagne nazie et l'Italie fasciste.

## Biographie
Né à Morioka dans la préfecture d'Iwate, Yonai est le premier fils d'un ancien samouraï servant autrefois le clan Nanbu du domaine de Morioka. Il sort diplômé de la 29e promotion de l'académie navale impériale du Japon en 1901, étant classé 68e sur 125 cadets. Après avoir servi comme aspirant sur la corvette Kongō (en) et le croiseur Tokiwa, il est nommé enseigne en janvier 1903. Il sert à des postes administratifs jusqu'à la fin de la guerre russo-japonaise de 1904-1905 avant de retourner en mer à bord du destroyer Inazuma et du croiseur Iwate.
Après la guerre, il sert comme officier en chef de l'artillerie sur le croiseur Niitaka (en), le cuirassé Shikishima (en) et le croiseur Tone (en). Après sa promotion de lieutenant-commandant en décembre 1912, il sort diplômé de l'école navale impériale du Japon et est affecté comme attaché naval en Russie durant la Première Guerre mondiale de 1915 à 1917. À l'étranger, il est promu commandant. À la suite de l'effondrement de l'Empire russe, il est rappelé au Japon et devient commandant en second sur le cuirassé Asahi. Il est promu capitaine de vaisseau en décembre 1920 et sert comme attaché naval en Pologne de 1921 à 1922.

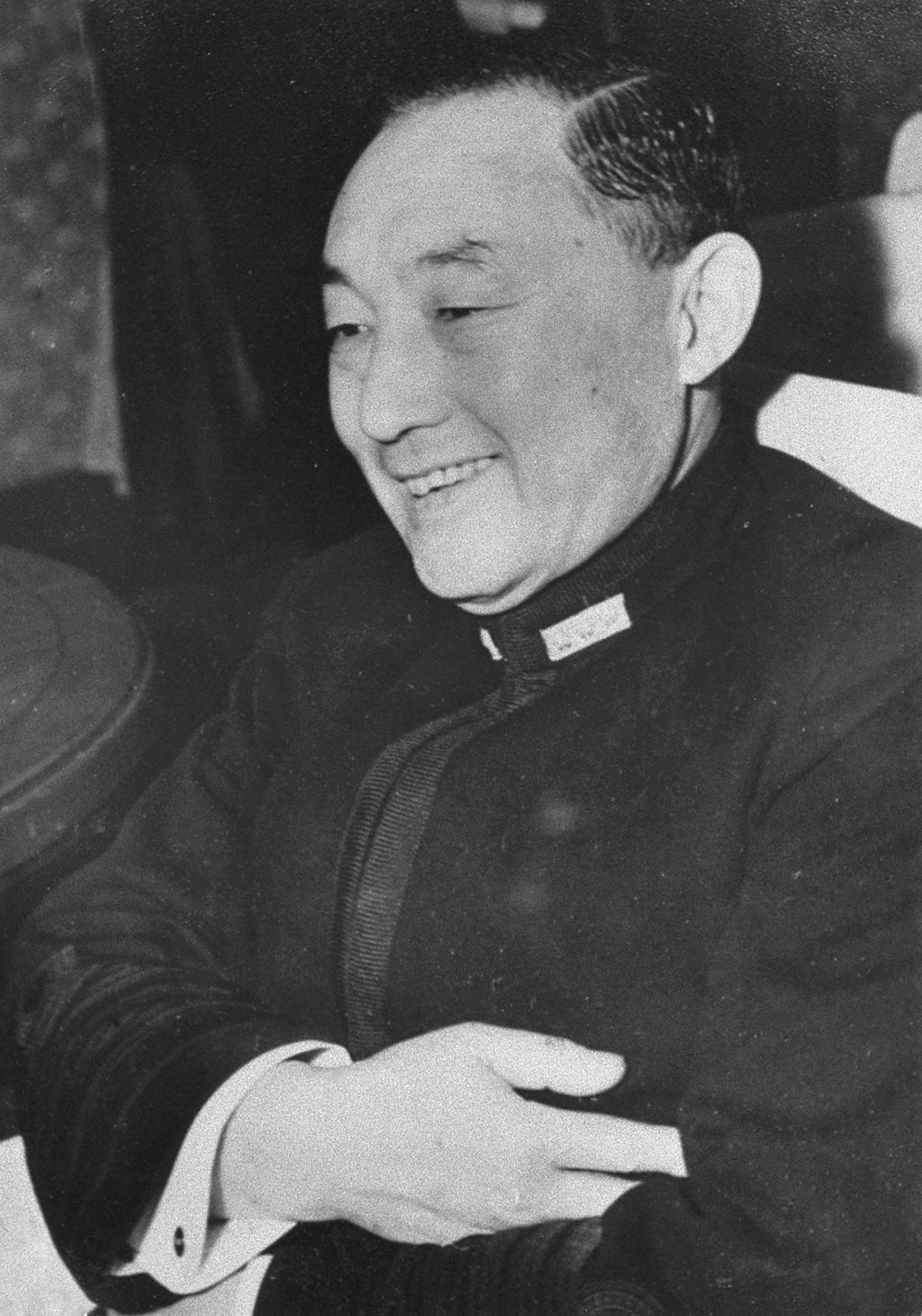
Mitsumasa Yonai

De retour au Japon, il est commandant des croiseurs Kasuga (1922-1923) et Iwate (1923-1924), et des cuirassés Fusō (en 1924) et Mutsu (1924-1925). Yonai est promu contre-amiral le 1er décembre 1925. Il devient chef de la 3e section de l'État-major de la Marine impériale japonaise en décembre 1926 où il sert au conseil technique du département technique naval. Il est nommé commandant-en-chef de la 1re flotte expéditionnaire, envoyée sur le Yangzi Jiang en Chine en décembre 1928. À la suite du succès de sa mission, il est promu vice-amiral en décembre 1930 et placé à la tête du district de garde de Chinkai en Corée.

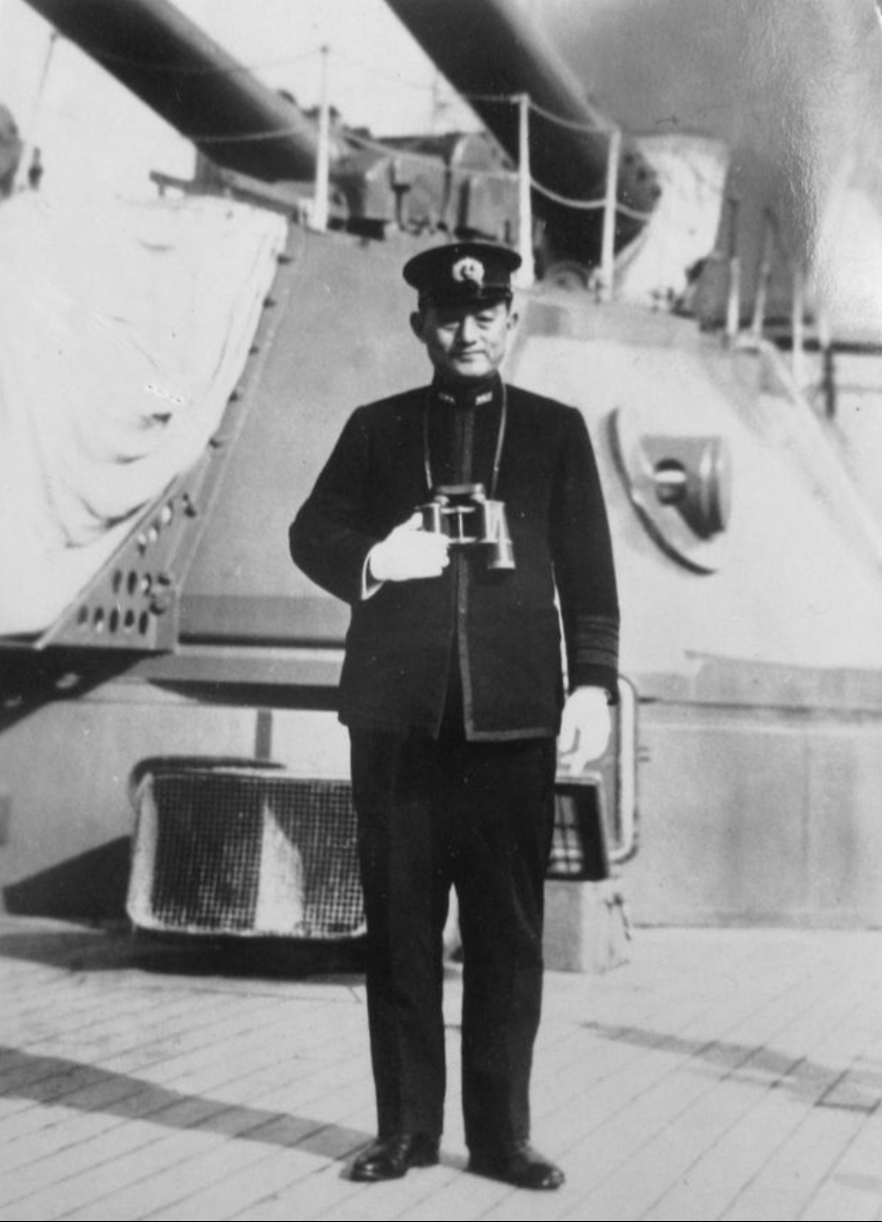
Yonai en tant que commandant en chef de la flotte combinée en 1936.

Yonai reçoit le commandement de la 3e flotte en décembre 1932, puis du district naval de Sasebo (novembre 1933), de la 2e flotte (novembre 1934) et du district naval de Yokosuka (décembre 1935) avant d'être nommé commandant-en-chef de la flotte combinée et en même temps de la 1re flotte en décembre 1936. Alors qu'il commande Sasebo, la marine japonaise est secouée par l'incident du torpilleur Tomozuru (en) quand il est constaté que la conception de base des torpilleurs de la classe Chidori est faussée, ce qui remet en question l'ensemble des conceptions des navires de la marine.
Alors qu'il commande Yokosuka, l'incident du 26 février a lieu à Tokyo. Yonai rend visite à sa maîtresse à Shinbashi la nuit de la tentative de coup d'État, à seulement quelques rues, mais ne sait rien de la situation avant de revenir à sa base le lendemain matin.

### Ministre de la Marine
Yonai est promu amiral en avril 1937 et ministre de la Marine dans le gouvernement du Premier ministre Senjūrō Hayashi en 1937. Il retourne à ce même poste dans les gouvernements suivants de Fumimaro Konoe et Hiranuma Kiichirō jusqu'en août 1939. Après la nomination de Nobuyuki Abe comme Premier ministre, Yonai reste au conseil suprême de guerre. Alors qu'il est ministre de la Marine, Yonai est connu pour être particulièrement laconique. Ses discours sont très courts et prononcés avec son accent nambu presque inintelligible. La longueur de ses discours fait moins de la moitié de celle de ses contemporains.
En tant que ministre de la Marine, Yonai s'alarme de la montée des tensions entre le Japon, le Royaume-Uni et les États-Unis au moment où une grande partie de l'Armée impériale japonaise se retrouve prise dans un bourbier en Chine. Ses efforts pour promouvoir la paix le rendent très impopulaires auprès des extrémistes ultranationalistes et (tout comme l'amiral Isoroku Yamamoto) il est la cible de plusieurs tentatives d'assassinat. Cependant, Yonai soutient la construction des cuirassés de la classe Yamato afin de maintenir l'équilibre militaire avec les deux autres superpuissances navales mondiales.

### Premier ministre du Japon

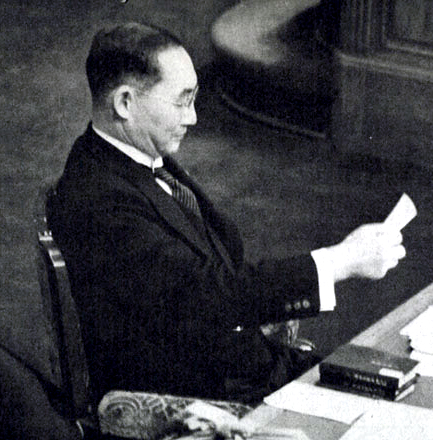
Yonai lisant un mémo durant une session plénière à la Chambre des représentants du Japon en février 1940.

Yonai est nommé Premier ministre du Japon le 16 janvier 1940, principalement grâce au soutien de l'empereur Hirohito. En tant que Premier ministre, il poursuit la forte tendance pro-britannique et pro-américaine qu'il avait quand il était ministre de la Marine et s'oppose à l'éventualité d'un pacte tripartite avec l'Allemagne nazie et l'Italie fasciste.
Après l'occupation allemande des Pays-Bas et de la France en mai-juin 1940, l'Armée impériale japonaise commence à montrer son mécontentement envers la politique anti-allemande de Yonai. Le désaccord devient évident début 1940 quand le ministre de la Guerre Shunroku Hata commence à critiquer ouvertement le Premier ministre. Quand Hata démissionne, Yonai est alors contraint de faire de même le 22 juillet 1940. La constitution japonaise requiert que le ministre de la Guerre soit un général de l'armée mais aucun n'accepte le poste en raison des tendances pro-Axe de l'Armée impériale japonaise. Le pacte tripartite est finalement signé le 27 septembre 1940.

### Suite de sa carrière politique
Yonai sert comme vice-Premier ministre en même temps qu'il retrouve son poste de ministre de la Marine dans le gouvernement de Kuniaki Koiso le 22 juillet 1944, retournant ainsi en service actif. À cette époque, la bataille de Saipan voit l'île être prise par les Alliés.
Yonai reste ministre de la Marine dans le gouvernement de Kantarō Suzuki. Dans les semaines précédant la reddition du Japon, il rejoint le Premier ministre Suzuki et le ministère des Affaires étrangères Shigenori Tōgō dans l'appel à accepter la déclaration de Potsdam en opposition au ministre de la Guerre Korechika Anami, au chef de l'état-major de la marine Soemu Toyoda et au chef de l'état-major de l'armée Yoshijirō Umezu.
Yonai reste ministre de la Marine dans les gouvernements de Naruhiko Higashikuni et Kijūrō Shidehara à partir d'août 1945, période durant laquelle il préside à la dissolution finale de la Marine impériale japonaise.
Il joue un grand rôle au tribunal militaire international pour l'Extrême-Orient en travaillant avec les principaux accusés, comme Hideki Tōjō, pour coordonner leurs témoignages afin que l'empereur Hirohito soit épargné de l'acte d'accusation. Selon son interprète Suichi Mizota, en mars 1946, Bonner Fellers (en) lui aurait demandé de faire de Tōjō le seul responsable de la Grande guerre de l'Asie orientale. Après la guerre, Yonai dédie le reste de sa vie à reconstruire le Japon dévasté.
Yonai souffre toute sa vie d'hypertension artérielle mais meurt de pneumonie en 1948 à 68 ans. Sa tombe se trouve au Enkō-ji dans sa ville natale de Morioka.